# Der weiße Planet
Der weiße Planet (Originaltitel: La Planète blanche) ist ein kanadisch-französischer Tierfilm von Thierry Ragobert und Thierry Piantanida aus dem Jahr 2006.

## Handlung
Bei Der weiße Planet handelt es sich um einen Tier- und Naturfilm. Er befasst sich mit den Tieren und Pflanzen, die in der eisigen Kälte der nördlichen Regionen leben. Lange Aufnahmen von Gletschern und Eiswüsten, bizarren Eisgebilden und dem weißen Packeis im Kontrast zum schwarzblauen Meer lassen den Zuschauer in diese weiße Welt eintauchen. Tundra und der Norden Kanadas werden mit ihren Bewohnern gezeigt. In der Art nie gewesene Aufnahmen von Tieren, wie z. B. die Geburt einiger Eisbärjungen und das Jagen von Seelöwen, werden gezeigt. Andere Tiere wie Seeelefanten und Walrosse, Moschusochsen bei ihren Kämpfen um den sozialen Status in der Herde, der geradezu unendlich erscheinende Zug der Karibus geben einen Eindruck vom Leben im ewigen Eis. Die Ethno-Music, die Geräusche wie das Schnaufen des Moschusrindes oder das Quietschen des Packeises mit aufnimmt, untermalt den Film. Erläuternd und leicht poetisch wird der Film von einem Sprecher kommentiert.

## Hintergrund
Über einen Zeitraum von drei Jahren drehte das Duo Thierry Ragobert und Thierry Piantanida diesen Film. Auf der Suche nach atemberaubenden Tier- und Landschaftsaufnahmen reisten sie zum Nordpol, in die Eiswüste Grönlands, zu dem Packeis des Polarmeeres, in die Tundra Sibiriens und in den Norden Kanadas. Bei dieser Arbeit entstanden über 100 Stunden Filmmaterial über Flora und Fauna des weißen Teils des Planeten. Später wurde das Material auf ca. eineinhalb Stunden Film zusammengeschnitten. 
Der Film soll auf den Klimawandel hinweisen. Er wird als Dokument einer langsam verschwindenden Welt gesehen. Der vom Bund für Umwelt und Naturschutz Deutschland unterstützte Film soll zeigen, dass durch die vom Menschen verursachte Erderwärmung eine ganze Welt – der weiße Planet – verschwinden wird.

## Kritiken
Das Lexikon des internationalen Films beschrieb den Film als „atmosphärisch dichte Tierdokumentation mit atemberaubenden Landschaftsbildern“.
Die Filmbewertungsstelle Wiesbaden gab dem Film das Prädikat „Besonders Wertvoll“. In der Begründung des FBW-Gutachtens heißt es unter anderem wie folgt: „Mit großen Bildern werden in diesem sinnlich und intelligent komponierten Naturfilm die Tiere und die Landschaft der Arktis vorgestellt. […] Der eindrucksvolle und in jedem Detail sorgsam und kunstvoll montierte Film schlägt einen großen Bogen und zeigt eine für viele Zuschauer bisher weitgehend unbekannte Tierwelt, die es zu entdecken und zu bewahren gilt.“

## Auszeichnungen
- 2007 gab es eine Nominierung als Bester Dokumentarfilm beim Genie Award.